# Linia kolejowa 30 Budapest – Székesfehérvár – Nagykanizsa
Linia kolejowa Budapest – Székesfehérvár – Nagykanizsa – linia kolejowa na Węgrzech. Jest to linia w większości jednotorowa, zelektryfikowana. Linia przebiega w okolicach jeziora Balaton, przez komitaty Fejér, Veszprém, Somogy i Zala.

## Historia
Linia została oddana do użytku 1880 roku.

## Szybkości na linii
- Budapest - Lepsény Szybkość 120 km/h
- Lepsény - Nagykanizsa Szybkość 100 km/h